# Associazione Calcio Montichiari 2005-2006
Questa voce raccoglie le informazioni riguardanti  l'Associazione Calcio Montichiari nelle competizioni ufficiali della stagione 2005-2006.

## Stagione
Nella stagione 2005-2006 il Montichiari disputa il girone A del campionato di Serie C2, con 40 punti ottiene il dodicesimo posto finale. Allenato da Stefano Bonometti, raccoglie 20 punti tanto nel girone di andata ché nel girone di ritorno, senza patire alcuna preoccupazione di classifica. Nella Coppa Italia di Serie C la squadra monteclarense disputa il girone B di qualificazione centrando il passaggio del turno, nei trentaduesimi di finale supera nel doppio confronto il Lumezzane, in uno dei tanti derby provinciali, poi nei sedicesimi viene eliminata nel doppio confronto con la Sanremese.

## Rosa
| N. |                   | Ruolo | Calciatore           |
| -- | ----------------- | ----- | -------------------- |
|    | Italia (bandiera) | C     | Fabio Balacchi       |
|    | Italia (bandiera) | D     | Giuseppe Baronchelli |
|    | Italia (bandiera) | C     | Davide Bersi         |
|    | Italia (bandiera) | C     | Lorenzo Bignotti     |
|    | Italia (bandiera) | C     | Daniel Bresciani     |
|    | Italia (bandiera) | D     | Fabio Calandrelli    |
|    | Italia (bandiera) | D     | Davide Cattaneo      |
|    | Italia (bandiera) | A     | Roberto Chiaria      |
|    | Italia (bandiera) | A     | Michele Cossato      |
|    | Italia (bandiera) | C     | Dario Dossi          |
|    | Italia (bandiera) | C     | Paolo Facchinetti    |
|    | Italia (bandiera) | A     | Vito Falconieri      |
|    | Italia (bandiera) | D     | Marco Filippini      |
|    | Italia (bandiera) | C     | Stefano Fusari       |

| N. |                   | Ruolo | Calciatore             |
| -- | ----------------- | ----- | ---------------------- |
|    | Italia (bandiera) | C     | Giordano Ligarotti     |
|    | Italia (bandiera) | A     | Pierpaolo Masi         |
|    | Italia (bandiera) | A     | Alberto Nichesola      |
|    | Italia (bandiera) | P     | Alessandro Parravicini |
|    | Italia (bandiera) | A     | Giuseppe Pesenti       |
|    | Italia (bandiera) | A     | Matteo Prandelli       |
|    | Italia (bandiera) | C     | Andrea Quaresimini     |
|    | Italia (bandiera) | D     | Vincenzo Ramundo       |
|    | Italia (bandiera) | A     | Mattia Roselli         |
|    | Italia (bandiera) | P     | Mauro Rosin            |
|    | Italia (bandiera) | A     | Riccardo Sardelli      |
|    | Italia (bandiera) | C     | Valentino Sbaccanti    |
|    | Italia (bandiera) | D     | Diego Tognassi         |
|    | Italia (bandiera) | C     | Stefano Valente        |

## Risultati

### Serie C2 - girone A

#### Girone di andata
| Arbitro: | Burdin (Cormons) |

|  |           |                 |
|  | Marcatori | 48’ Facchinetti |

| Arbitro: | Ballo (Trapani) |

|                                      |           |  |
| Facchinetti 14’, 69’ Calandrelli 44’ | Marcatori |  |

| Arbitro: | Spadaccini (Vasto) |

|  |           |            |
|  | Marcatori | 66’ Sinato |

| Arbitro: | Ruini (Reggio Emilia) |

|             |           |  |
| Minieri 65’ | Marcatori |  |

| Montichiari 25 settembre 2005 5ª giornata | Montichiari   | 0 – 0 | Pergocrema | Stadio Romeo Menti\| Arbitro: \| Lupo (Matera) \| |
| Arbitro:                                  | Lupo (Matera) |       |            |                                                   |

| Arbitro: | Peruzzo (Schio) |

|              |           |  |
| Barbieri 82’ | Marcatori |  |

| Arbitro: | Andolfatto (Bassano del Grappa) |

|                               |           |         |
| R. Bettini 70’ D. Bettini 76’ | Marcatori | 3’ Masi |

| Arbitro: | Salati (Trento) |

|          |           |              |
| Masi 55’ | Marcatori | 70’ Sardelli |

| Arbitro: | Barbirati (Ferrara) |

|               |           |  |
| Spagnolli 90’ | Marcatori |  |

| Arbitro: | Zonno (Bari) |

|  |           |              |
|  | Marcatori | 28’ Ferrario |

| Arbitro: | Marrocco (Pisa) |

|              |           |  |
| Mugnaini 72’ | Marcatori |  |

| Arbitro: | La Mura (Nocera Inferiore) |

|                                                        |           |  |
| Facchinetti 43’, 63’ Chiaria 47’ Quaresmini 53’ (rig.) | Marcatori |  |

| Arbitro: | D'Alesio (Forlì) |

|             |           |  |
| Coletto 64’ | Marcatori |  |

| Arbitro: | Burdin (Cormons) |

|                |           |  |
| Facchinetti 3’ | Marcatori |  |

| Arbitro: | Peruzzo (Schio) |

|  |           |                                     |
|  | Marcatori | 7’ Masi 70’ Tognassi 72’ M. Cossato |

| Arbitro: | Baratta (Salerno) |

|                |           |  |
| Quaresmini 16’ | Marcatori |  |

| Arbitro: | Lioce (Molfetta) |

|                |           |  |
| Bisso 41’, 89’ | Marcatori |  |

#### Girone di ritorno
| Arbitro: | Candussio (Cervignano del Friuli) |

|         |           |            |
| Masi 4’ | Marcatori | 82’ Maccan |

| Arbitro: | Baracani (Firenze) |

|               |           |                 |
| Mazzoleni 89’ | Marcatori | 38’ (rig.) Masi |

| Arbitro: | Ferraioli (Nocera Inferiore) |

|                           |           |  |
| Andreotti 48’ Bertani 89’ | Marcatori |  |

| Arbitro: | Branciforte (Nuoro) |

|                             |           |  |
| Bresciani 34’ Sbaccanti 40’ | Marcatori |  |

| Arbitro: | Nicodano (Milano) |

|  |           |                             |
|  | Marcatori | 64’ Pesenti 88’ Facchinetti |

| Arbitro: | Andolfatto (Bassano del Grappa) |

|                 |           |             |
| Facchinetti 30’ | Marcatori | 62’ Perrone |

| Arbitro: | Barletta (Bernalda) |

|               |           |                            |
| Sbaccanti 13’ | Marcatori | 39’ Lanteri 80’ D. Bettini |

| Carpenedolo 26 febbraio 2006 25ª giornata | Carpenedolo        | 0 – 0 | Montichiari | Stadio Mundial '82\| Arbitro: \| Musolino (Catania) \| |
| Arbitro:                                  | Musolino (Catania) |       |             |                                                        |

| Arbitro: | Ruini (Reggio Emilia) |

|  |           |                   |
|  | Marcatori | 18’ (rig.) Caputo |

| Arbitro: | Taverna (Taurianova) |

|                    |           |                 |
| S. Agostinelli 45’ | Marcatori | 86’ Baronchelli |

| Montichiari 26 marzo 2006 28ª giornata | Montichiari        | 0 – 0 | Olbia | Stadio Romeo Menti\| Arbitro: \| Didato (Agrigento) \| |
| Arbitro:                               | Didato (Agrigento) |       |       |                                                        |

| Arbitro: | D'Alesio (Forlì) |

|             |           |  |
| Ghezzal 81’ | Marcatori |  |

| Arbitro: | Ferraioli (Nocera Inferiore) |

|                |           |  |
| Quaresmini 57’ | Marcatori |  |

| Arbitro: | Zonno (Bari) |

|                 |           |                 |
| Pietribiasi 59’ | Marcatori | 44’ Facchinetti |

| Arbitro: | Baracani (Firenze) |

|                                     |           |                                          |
| Sardelli 26’ (rig.) Facchinetti 54’ | Marcatori | 15’ Labriola 53’ Rondinella 90+2’ Vasoio |

| Arbitro: | Meli (Parma) |

|  |           |               |
|  | Marcatori | 26’ Bresciani |

| Arbitro: | Stallone (Foggia) |

|                |           |            |
| M. Cossato 23’ | Marcatori | 2’ Zanardo |

### Coppa Italia di Serie C

#### Girone B
| Arbitro: | Corletto (Castelfranco Veneto) |

|         |           |  |
| Masi 3’ | Marcatori |  |

| 21 agosto 2005 2ª giornata |  | – Turno di riposo Montichiari |  |  |

| Arbitro: | Liotta (Caltanissetta) |

|                                    |           |                       |
| D. Rossi 29’ M. Cossato 40’ (aut.) | Marcatori | 18’ Bersi 27’ Pesenti |

| Arbitro: | Zanardo (Conegliano) |

|                 |           |                     |
| Facchinetti 28’ | Marcatori | 4’ (rig.) Spagnolli |

| Arbitro: | De Toni (Schio) |

|  |           |              |
|  | Marcatori | 30’ Tognassi |

#### Trentaduesimi di finale
| Arbitro: | Candussio (Cervignano del Friuli) |

|  |           |              |
|  | Marcatori | 31’ D'Attoma |

| Arbitro: | Pizzi (Saronno) |

|           |           |                         |
| Taldo 54’ | Marcatori | 14’ Pesenti 80’ Chiaria |

#### Sedicesimi di finale
| Arbitro: | Grazioli (Maniago) |

|                |           |  |
| M. Cossato 77’ | Marcatori |  |

| Arbitro: | Stefanini (Livorno) |

|            |           |  |
| Minieri 6’ | Marcatori |  |